# 阿尔农河畔卢瓦
阿爾農河畔卢瓦（法語：Loye-sur-Arnon，法語發音：[lwa syʁ aʁnɔ̃]）是法国谢尔省的一个市镇，位于该省西南部，属于圣阿芒蒙龙区。

## 地理
阿尔农河畔卢瓦（46°39'10"N, 2°23'11"E）面积34.15 平方千米，位于法国中央-卢瓦尔河谷大区谢尔省，该省份为法国中部省份，北起卢瓦雷省，西接卢瓦-谢尔省和安德尔省，南至克勒兹省，东南接阿列省，东临涅夫勒省。
与阿尔农河畔卢瓦接壤的市镇（或旧市镇、城区）包括：阿尔孔、阿尔德奈、法韦尔迪讷、马尔赛、雷尼、圣克里斯托夫-勒绍德里、索尔宰勒波捷、韦丹。

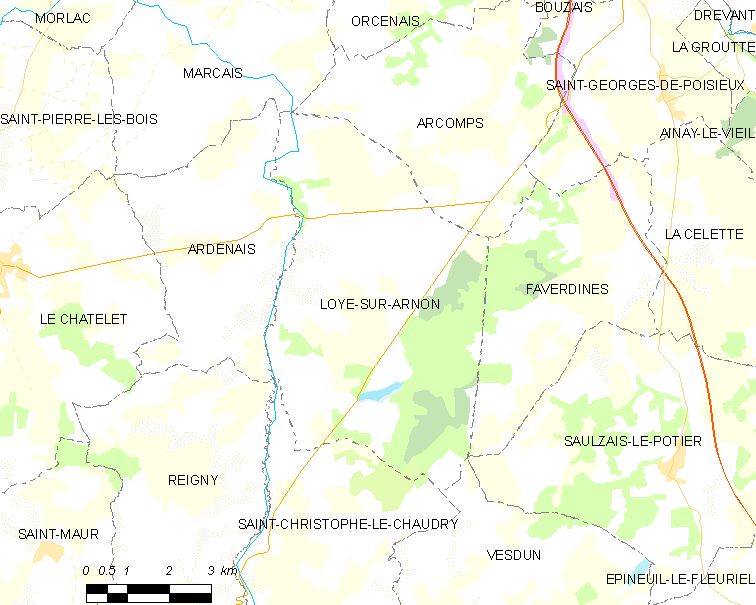
阿尔农河畔卢瓦的OSM定位图

阿尔农河畔卢瓦的时区为UTC+01:00、UTC+02:00（夏令时）。

## 行政
阿尔农河畔卢瓦的邮政编码为18170，INSEE市镇编码为18130。

## 政治
阿尔农河畔卢瓦所属的省级选区为沙托梅扬县。

## 人口

1962-2008年间阿尔农河畔卢瓦人口变化图示

阿尔农河畔卢瓦于2022年1月1日时的人口数量为301人。